# Brabham BT53
Pour les articles homonymes, voir Brabham.
Chronologie des modèles (1984)
Brabham BT52 Brabham BT54
La Brabham BT53 est une monoplace de Formule 1 engagée par l'écurie britannique Brabham Racing Organisation dans le cadre du championnat du monde de Formule 1 1984. Elle est pilotée par le Brésilien Nelson Piquet et l'Italien Teo Fabi, remplacé par son frère Corrado Fabi puis par l'Allemand Manfred Winkelhock.

## Historique
À son volant, le champion du monde en titre Nelson Piquet réalise neuf pole positions, gagne deux Grands Prix et obtient trois meilleurs tours en course. Il termine cinquième du championnat du monde, Teo Fabi se classant douzième. Brabham termine quatrième du championnat des constructeurs.

## Résultats en championnat du monde de Formule 1
| Saison | Écurie            | Moteur        | Pneus    | Pilotes            | Courses | Courses | Courses | Courses | Courses | Courses | Courses | Courses | Courses | Courses | Courses | Courses | Courses | Courses | Courses | Courses | Points inscrits | Classement |
| Saison | Écurie            | Moteur        | Pneus    | Pilotes            | 1       | 2       | 3       | 4       | 5       | 6       | 7       | 8       | 9       | 10      | 11      | 12      | 13      | 14      | 15      | 16      | Points inscrits | Classement |
| ------ | ----------------- | ------------- | -------- | ------------------ | ------- | ------- | ------- | ------- | ------- | ------- | ------- | ------- | ------- | ------- | ------- | ------- | ------- | ------- | ------- | ------- | --------------- | ---------- |
| 1984   | MRD International | BMW M12/13 L4 | Michelin |                    | BRÉ     | AFS     | BEL     | SMR     | FRA     | MON     | CAN     | DET     | DAL     | GBR     | ALL     | AUT     | P-B     | ITA     | EUR     | POR     | 38              | 4e         |
| 1984   | MRD International | BMW M12/13 L4 | Michelin | Nelson Piquet      | Abd.    | Abd.    | 9e      | Abd.    | Abd.    | Abd.    | 1er     | 1er     | Abd.    | 7e      | Abd.    | 2e      | Abd.    | Abd.    | 3e      | 6e      | 38              | 4e         |
| 1984   | MRD International | BMW M12/13 L4 | Michelin | Teo Fabi           | Abd.    | Abd.    | Abd.    | Abd.    | 9e      |         |         | 3e      |         | Abd.    | Abd.    | 4e      | 5e      | Abd.    | Abd.    |         | 38              | 4e         |
| 1984   | MRD International | BMW M12/13 L4 | Michelin | Corrado Fabi       |         |         |         |         |         | Abd.    | Abd.    |         | 7e      |         |         |         |         |         |         |         | 38              | 4e         |
| 1984   | MRD International | BMW M12/13 L4 | Michelin | Manfred Winkelhock |         |         |         |         |         |         |         |         |         |         |         |         |         |         |         | 10e     | 38              | 4e         |

Légende : ici 